# The Long Way Home (филм из 1997)
The Long Way Home је амерички документарни филм из 1997. године у режији Марка Џонатана Хариса. Филм приказује патњу јеврејских избеглица после Другог светског рата, која је допринела стварању државе Израел.
Главни фокус филма је на тешким условима у којима су се налазиле јеврејске избеглице у Европи након рата, јер је антисемитизам и даље био распрострањен, а сиромаштво је било честа појава. Такође, филм показује како је емиграција у Палестини под британском управом постала циљ многих избеглица, али су британска имиграциона правила често доводила до тога да буду затварани у логоре на Кипру. У следећим кадровима, филм приказује формирање државе Израел, с посебним нагласком на дебате у Белој кући између палестинских Јевреја, председника Харија С. Трумана и Уједињених нација.
Наратор филма је Морген Фриман, а гласове ликова дали су Едвард Аснер, Шон Астин, Мартин Ландау, Мириам Марголис, Дејвид Пејмер, Нина Сијемашко, Хелен Слејтер и Мајкл Јорк. Филм је освојио Оскара за најбољи документарни филм 1998. године.